# Xenorma ovata
La Xenorma ovata es una polilla de la familia Notodontidae. Fue descrita por Dognin en 1900. Se encuentra en Colombia.